# Holy Motors
Pour plus de détails, voir Fiche technique et Distribution.
Holy Motors est un film dramatique franco-allemand écrit et réalisé par Leos Carax, sorti en 2012. Il s'agit du cinquième film du réalisateur, treize ans après Pola X.
Il est présenté en compétition officielle lors du 65e Festival de Cannes.

## Synopsis

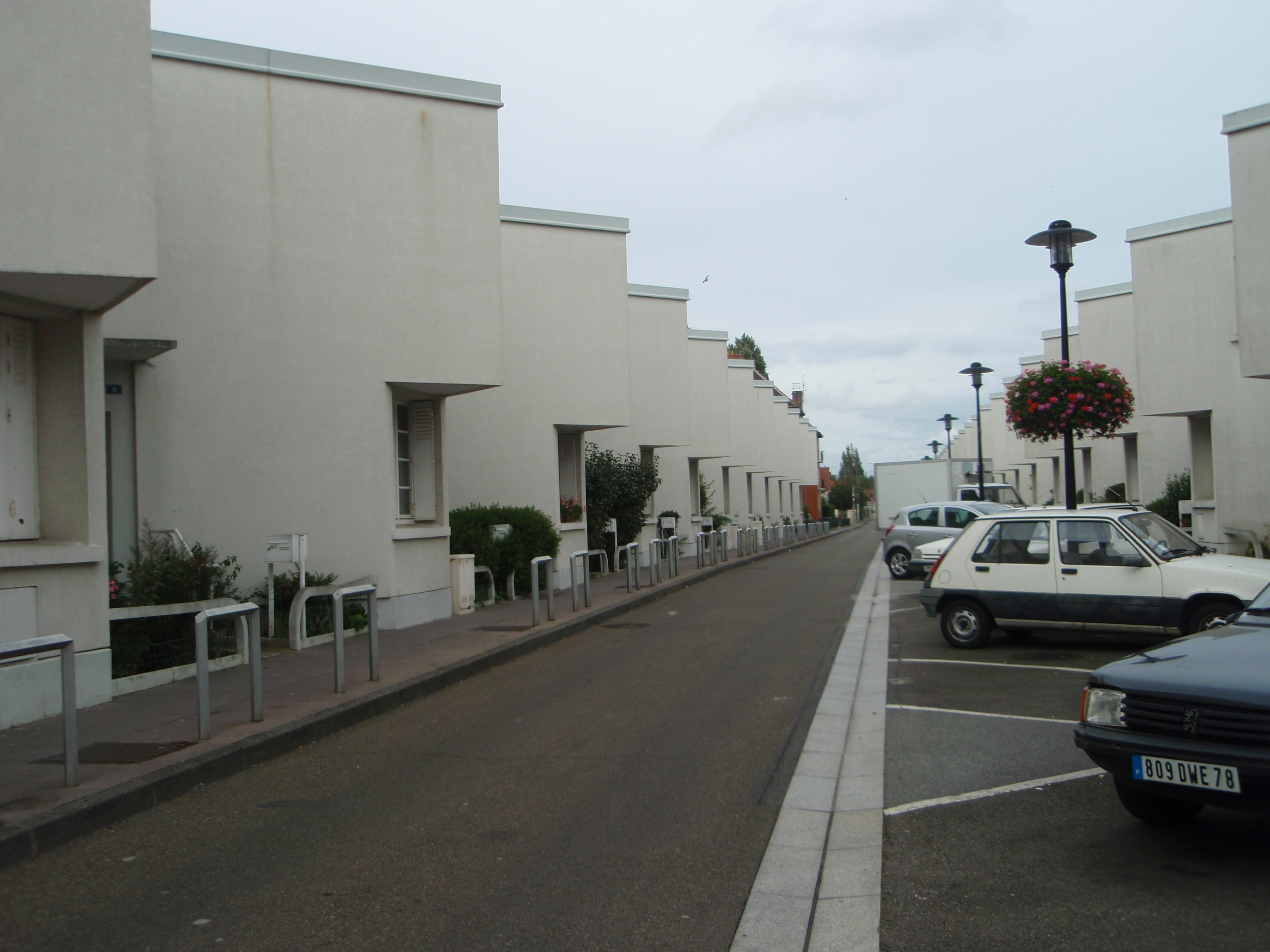
La cité des Dents de Scie, de Trappes en Yvelines, ayant servi de décors.

### Prologue
Après un premier plan représentant des spectateurs endormis (ou morts ?) à la projection de ce qui semble être un vieux film, nous nous retrouvons dans la chambre d'un Dormeur (Leos Carax lui-même), réveillé par le bruit d'un paquebot, des mouettes et des vagues. Il pose ses mains sur un mur de sa chambre, et y découvre un petit trou, dans lequel il introduit une clé apparue à son majeur. Il se retrouve dans la salle de cinéma aperçue dans la première scène.

### Départ
M. Oscar (Denis Lavant) est un homme d'affaires très riche, qui vit avec ses enfants dans une superbe villa en forme de paquebot (la villa Paul Poiret). Il travaille à la Bourse de Paris, a de nombreux gardes du corps et entre dans une immense limousine blanche. Il reçoit un coup de téléphone d'un de ses amis qui travaille à la Bourse et se plaint d'être le bouc émissaire du peuple miséreux, envisage de prendre une arme avec lui et propose un dîner au Fouquet's avec son interlocuteur. Sa conductrice, Céline (Édith Scob), l'informe qu'il a neuf rendez-vous dans la journée, qu'on aura du mal à dénombrer. Dans la limousine se trouve tout un matériel de maquillage et de déguisement.

### Premier rendez-vous
Pour le premier rendez-vous, M. Oscar met une perruque de cheveux longs et abîmés, un voile, prend une canne, et sort de la limousine grimé en mendiante boiteuse. Il part mendier sur le pont Alexandre-III, tout en soliloquant sur sa vieillesse, en romani.

### Deuxième rendez-vous
Le deuxième rendez-vous se déroule dans un studio de motion capture. M. Oscar porte un uniforme noir avec des points blancs lumineux. Dans une salle de capture de mouvement, il utilise des armes pour doubler un combat simulé, comme dans l'univers des jeux vidéo. Entre ensuite une femme habillée de la même combinaison, en rouge, avec qui il entame une chorégraphie contorsionniste et suggestive.

### Troisième rendez-vous

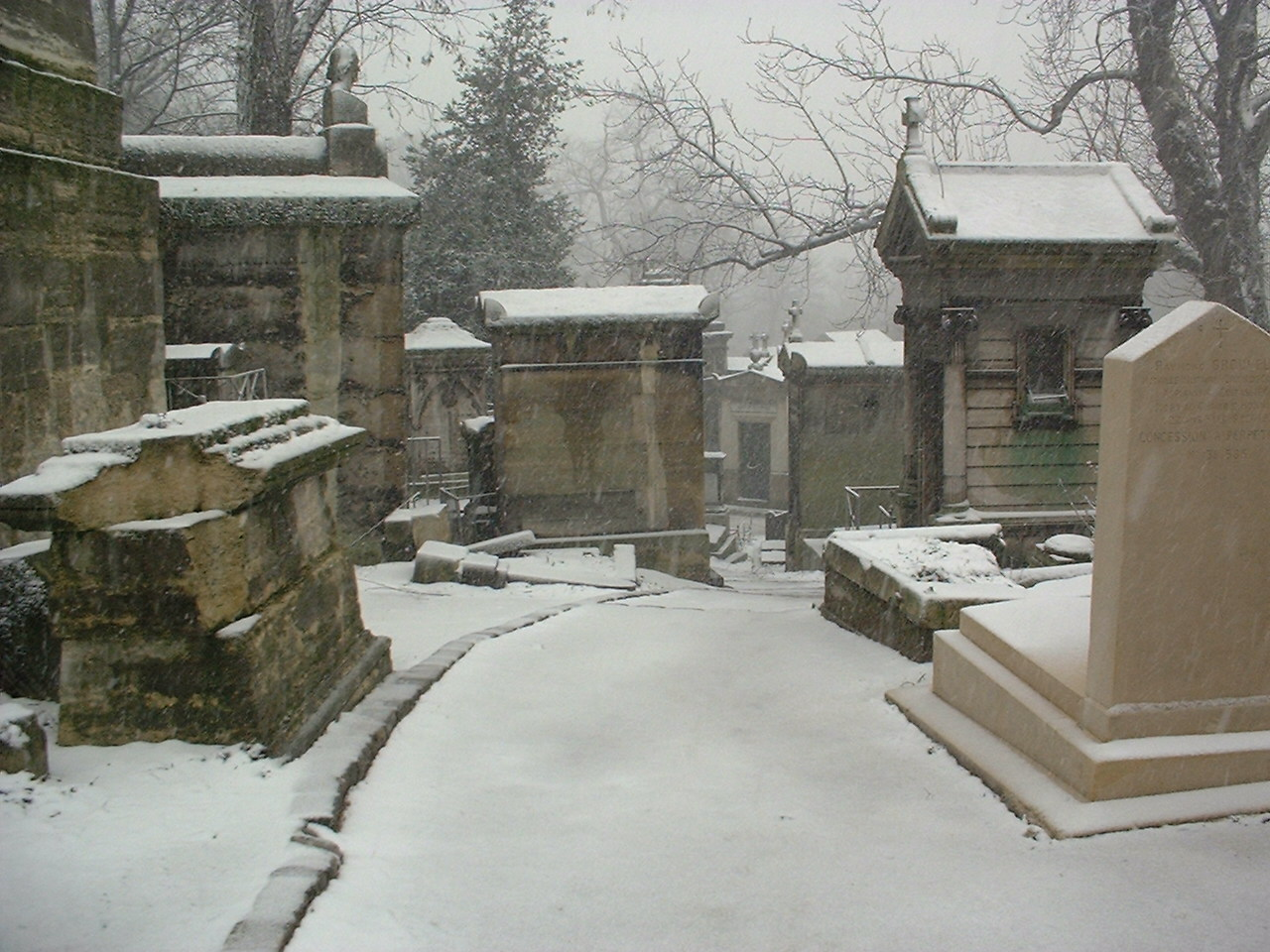
Cimetière du Père Lachaise sous la neige

Pour le troisième rendez-vous, M. Oscar se déguise en « Monsieur Merde », personnage déjà présent dans le court-métrage Merde de Carax. Il traverse les égouts parisiens, où il croise une foule de réfugiés, puis il sort dans le cimetière du Père-Lachaise où, sur chaque tombe, dont il mange les fleurs d'ornement, est gravé « Visitez mon site web ». Ses déambulations le mènent finalement à une séance photo du mannequin Kay M. (Eva Mendes). La foule est apeurée par le personnage repoussant de Monsieur Merde, mais le photographe voudrait réaliser une photo avec celui-ci et le mannequin « pour faire un effet La Belle et la Bête ». Merde mord et sectionne les doigts de l'assistante photographe puis enlève le mannequin pour l'emmener dans les égouts, dans sa tanière. Il découpe sa robe de manière à lui couvrir la tête et les épaules d'un voile évoquant un niqab puis, après s'être entièrement dévêtu, il s'endort le sexe érigé et la tête posée sur les genoux de sa belle, tandis qu'elle lui fredonne une vieille berceuse américaine, All the Pretty Little Horses.

### Quatrième rendez-vous
M. Oscar interprète ensuite un père de famille qui vient chercher sa fille après une fête. On entend en fond la chanson Can't Get You Out of My Head, de Kylie Minogue. La fille lui affirme avoir passé une superbe soirée, notamment avoir dansé avec plusieurs garçons, mais, en lui parlant, M. Oscar apprend que sa fille a en réalité passé la soirée dans la salle de bains, incapable de se socialiser. Très affecté, il lui reproche son manque de confiance en elle et la laisse devant chez eux, en lui disant : « Ta punition, ma pauvre Angèle, c'est d'être toi, et d'avoir à vivre avec ça. »

### Cinquième rendez-vous
M. Oscar se rend dans une église avec un accordéon. Là-bas, il retrouve de nombreux autres musiciens, avec qui il entame un concert dans l'église vide.

### Sixième rendez-vous
M. Oscar va ensuite interpréter Alex, qui vient tuer, pour des raisons qui nous sont inconnues, un travailleur de nuit prénommé Théo, qui a le même visage que lui, en lui tranchant la jugulaire au couteau. Ensuite, il le déguise de telle manière qu'on croie que c'est lui-même qui est mort (il maquille Théo en Alex). Mais, alors qu'il a presque fini, Théo, dans un dernier soubresaut, prend le couteau et le lui plante dans le cou de la même manière. Monsieur Oscar réussit à se traîner jusqu'à la limousine mais s'écroule à quelques mètres, et c'est Céline qui le traîne à l'intérieur.
Un homme à la tache de vin sur le visage (Michel Piccoli), arrivé on ne sait comment dans la limousine, s'enquiert de la santé morale de M. Oscar, se présentant comme l'employeur de ce dernier, ou comme son chef. Il se demande si Oscar n'a pas perdu la foi dans ce qu'il fait, ce à quoi ce dernier répond : « Je continue comme j'ai commencé, pour la beauté du geste. » Une fois l'homme parti, la limousine avançant au centre de Paris, Oscar demande brusquement à Céline de s'arrêter devant le restaurant du Fouquet's. Il descend avec une cagoule rouge sur la tête et assassine un nouveau sosie de lui-même avant d'être abattu par les gardes du corps. Céline se penche à côté du cadavre et lui murmure : « Monsieur Oscar, venez, on va se mettre en retard. » Alors, Oscar se relève et part vers ses derniers rendez-vous.

### Septième rendez-vous
M. Oscar se déguise ensuite en vieil homme, M. Vogan, qui regagne sa chambre d'hôtel pour s'allonger sur son lit aux côtés d'un gros chien noir. Il est rejoint par une jeune femme, Léa, sa nièce (Élise Lhomeau). On apprend que le vieil homme est sur le point de mourir. S'engage alors, dans une situation reproduisant la fin du film The Portrait of a Lady de Jane Campion, une discussion sur la vie et l'amour, qui se conclut par le dernier soupir du vieil homme. Puis Oscar se lève délicatement, remercie Léa/Elise et chacun retourne à ses rendez-vous.

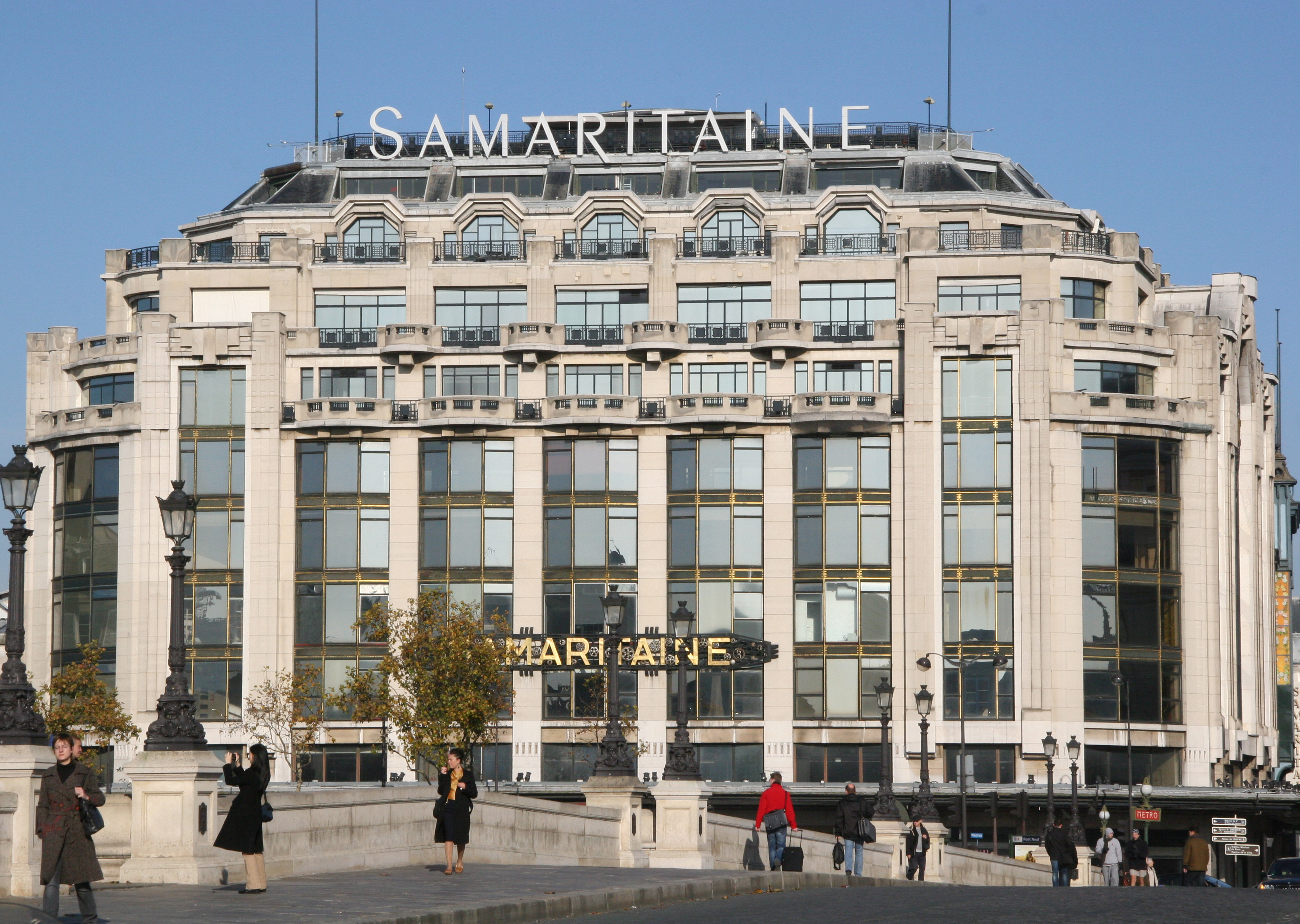
La Samaritaine à Paris

En allant vers ses deux derniers rendez-vous, la limousine d'Oscar heurte une autre limousine. Dans cette autre limousine se trouve une actrice, comme lui (Kylie Minogue), qu'Oscar a bien connue et dont il était sans doute amoureux. Au cœur de La Samaritaine désaffectée, un dialogue mélancolique a lieu sur leur vie passée, partiellement chanté par l'actrice sur le thème principal du film : Who Were We ?. Puis ils se quittent. L'actrice enjambe la balustrade du bâtiment où elle se trouve, apparemment prête à se jeter dans le vide. Dans l'escalier, Oscar entend monter le partenaire de l'actrice et se cache pour ne pas le croiser.
Descendu, il voit les cadavres de l'actrice et de son partenaire. Il hurle et se précipite dans la limousine.

### Dernier rendez-vous
Céline a déposé Oscar dans une banlieue résidentielle où toutes les maisons se ressemblent. Elle lui donne son argent pour la journée, la clé pour la nuit, et lui donne rendez-vous pour le lendemain matin, à l'heure habituelle. Oscar, comme hésitant, finit par entrer dans la maison où il retrouve sa famille, sa femme et ses deux filles, qui s'avèrent être des primates. Il leur raconte sa journée, et leur annonce que leur vie va changer. Pendant toute cette séquence, on entend Gérard Manset chanter Revivre.
Céline ramène la limousine dans un grand entrepôt sur lequel trône l'enseigne Holy Motors. Elle met un masque, prend son téléphone et dit « Je rentre à la maison ». Une fois qu'elle est sortie du garage, les limousines entament une discussion où elles se plaignent de leurs journées et ont peur d'être vite remplacées par les humains, qui « ne veulent plus de moteur ni d'action ». Reste le silence ? La conversation se termine par un « Amen » général.

## Fiche technique
- Titre original : Holy Motors
- Réalisation : Leos Carax
- Scénario : Leos Carax

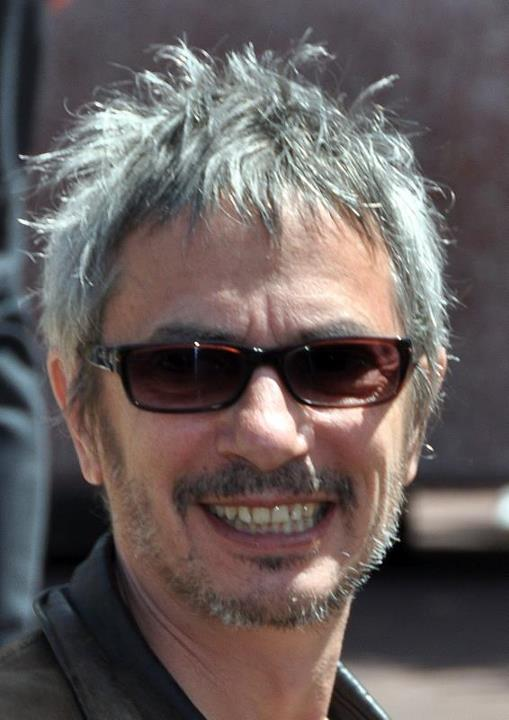
Leos Carax lors de la présentation du film au festival de Cannes 2012.

- Direction artistique : Florian Sanson
- Décors : Emmanuelle Cuillery
- Costumes : Anaïs Romand
- Photographie : Caroline Champetier
- Son : Erwan Kerzanet
- Montage : Nelly Quettier
- Maquillage : Bernard Floch
- Manipulation d'images : Jacques Perconte
- Production : Pierre Grise Productions
- Sociétés de production : Pierre Grise Productions ; Arte, CNC et Les Films du Losange (coproductions)
- Société de distribution :  Les Films du losange
- Budget : 3 968 249 euros[2]
- Pays de production :  France |  Allemagne
- Langues originales : anglais, français, mandarin
- Format : couleur - 1,85:1
- Genre : drame
- Durée : 115 minutes
- Dates de sortie :
  - France : 23 mai 2012 (Festival de Cannes) ; 4 juillet 2012 (sortie nationale)
  - Belgique : 11 juillet 2012
  - Québec : 5 octobre 2012

## Distribution
- Denis Lavant : Monsieur Oscar
- Édith Scob : Céline
- Eva Mendes : Kay M.
- Kylie Minogue : Eva Grace (Jean)
- Jeanne Disson : Angèle
- Élise Lhomeau : Léa (Élise)
- Michel Piccoli : l'homme à la tache de vin
- Leos Carax : le dormeur
- Nastya Golubeva Carax : la petite fille
- Reda Oumouzoune : l'acrobate (capture de mouvement)
- Geoffrey Carey : le photographe
- Annabelle Dexter-Jones : l'assistante photographe
- Bertrand Cantat : un membre de l'orchestre dans l'église
- François Rimbau : homme aveugle (non crédité)
- Karl Hoffmeister : spectateur (non crédité)

## Production

### Développement
Le précédent long-métrage de Leos Carax date de 1999 avec Pola X ; entre-temps, il n'avait réalisé que des courts et moyens-métrages. Il explique que cela était dû à des problèmes de distribution et à des problèmes d'argent pour réaliser un film. Pour contourner ces limites, il décide, pour Holy Motors, d'utiliser en grande partie des caméras numériques, qui réduisent largement les coûts de production, bien qu'étant hostile à cette technique de prise de vue.
Le choix du titre du film, qui signifie littéralement « Saints moteurs », ainsi que son sujet lui ont été inspirés par un voyage aux États-Unis, où il a croisé d'immenses limousines blanches, qu'il a étonnamment revues à Paris. Il raconte y avoir vu métaphoriquement « de longs vaisseaux guidant les gens vers leurs derniers voyages »,.
Avec Holy Motors, Leos Carax revient, sous la forme d’un manifeste, au Cinéma du look de ses débuts, esthétique qu’il magnifie de manière exemplaire, comme le note Scott Fundas dans Film Comment (en).

### Audition
Édith Scob avait déjà joué avec Carax dans Les Amants du Pont-Neuf, mais la plupart des scènes où elle était présente avaient été coupées au montage (ne restent que ses mains et sa nuque). Le réalisateur lui offre, dans Holy Motors, le rôle de Céline. Leos Carax propose le rôle de l'homme à la tache de vin à Michel Piccoli, qui a quelques réticences[réf. nécessaire]. Le réalisateur propose de le maquiller de telle manière qu'il ne soit pas reconnaissable, et va même jusqu'à mettre un faux nom dans le générique, Marcel Tendrolo. Mais l'affaire est ébruitée et cette idée fantasque n'a pas pu tenir. Pour le rôle du mannequin, Carax avait pensé à Kate Moss, d'abord pour son projet inabouti Merde in the USA. Après une rencontre avec l'actrice américaine Eva Mendes, il modifia son choix et choisit cette dernière.
Quant au rôle principal, il a toujours voulu le dédier à son acteur fétiche, Denis Lavant. Il ironise d'ailleurs : « Si Denis avait refusé le film, j'aurais proposé le rôle à Lon Chaney, ou à Charlie Chaplin. Ou à Peter Lorre, Michel Simon ».
Il est à noter la silhouette de Bertrand Cantat, qui participe à « l'entracte » dans la scène de l'orchestre d'accordéons, jouant de l'harmonica.

### Traitement de l'image
Dans la séquence 27, l'image a été modifiée par des techniques de manipulation numérique de l'image. Le paysage se liquéfie et devient une image abstraite. Cette pratique est connue sous le nom de datamoshing (en). La séquence est réalisée par le plasticien Jacques Perconte. Le film est également entrecoupé d'images chrono-photographiques, extraites de plusieurs films d’Étienne-Jules Marey.

## Accueil

### Accueil critique
Après la présentation de Holy Motors, le 23 mai 2012, au festival de Cannes, la critique le place comme l'un des meilleurs films, des plus originaux du festival.
Jean-Michel Frodon considère que le film domine nettement la compétition officielle.
Serge Kaganski, dans Les Inrockuptibles, est tout aussi élogieux et considère que « Leos Carax revient magistralement au pays du cinéma et flingue tous les prétendants, laissant les autres films, aussi bons soient-ils, loin derrière. »
Dans Libération, Olivier Séguret parle d'« un retour éblouissant ». Pour Christophe Kantcheff, de l'hebdomadaire Politis, le film a « illuminé Cannes de sa bizarrerie, de son humour noir et de sa mélancolie. »
Dans Le Monde, Thomas Sotinel assure que « ce qu'accomplit Denis Lavant dans Holy Motors tient du prodige », loue le fait que « la beauté et l'étrangeté s'imposent, irréfutables », et rajoute à ce propos que « ces sentiments contradictoires qu'évoque le même film donnent une idée de son ampleur. » Jean-Marc Lalanne, des Inrockuptibles, juge le film « génial », « conquérant, souverain, faussement mélancolique, incroyablement ludique, sidérant d'originalité et d'invention. »
Jacques Morice, de Télérama, est tout aussi enthousiaste et assure que le film « n'est pas qu'un hommage au septième art » ; « il célèbre, aussi, la vie et ses illusions, la vie comme une succession vertigineuse de rôles, un tourbillon plus ou moins absurde de personnages. »
Dans leur numéro de juin, au retour de Cannes, les Cahiers du cinéma font l'éloge de Holy Motors. Puis, en juillet, le film est accueilli comme un chef-d'œuvre par la rédaction et offre une carte blanche « Sacrés Cœurs » à Leos Carax, mettant en avant ses plans de travail et ses influences.
Au milieu des nombreuses critiques élogieuses, on trouve néanmoins quelques notes discordantes. Ainsi, dans Le Figaro, Éric Neuhoff parle d'une « bouillie indigeste » et ironise sur les réactions de ses confrères journalistes : « Évidemment, les journalistes se sont pâmés. » Dans le quotidien La Croix, Arnaud Schwartz juge le film décevant. Dans Les Échos, Annie Coppermann qualifie le film de « démonstration fascinante de virtuosité, mais boursouflée de vanité. »
Malgré l'enthousiasme de la majorité des critiques français, le film ne reçoit aucun prix au palmarès principal du festival de Cannes, ce qui donne lieu à une certaine polémique au sein de la presse française. Serge Kaganski regrette que la Palme d'or, attribuée à Michael Haneke pour son film Amour, n'ait pas été attribuée au film de Leos Carax : « Il y avait cette année à Cannes un cinéaste encore plus fort, plus inventif, plus surprenant qu’Haneke, armé d’un film qui proposait une vision plus ample, plus moderne, plus libre et plus décoiffante du cinéma. On aura reconnu Leos Carax et son Holy Motors. »

### Classements de fin d’année et reconnaissance décennale
Le film est placé parmi les meilleurs films de l'année 2012 - et parmi les plus grands films de la décennie 2010 - selon plusieurs médias :
- Meilleur film de l'année 2012, et deuxième meilleur film de la décennie, pour la rédaction des Cahiers du cinéma[22],[23]
- 2e place du top 10 des meilleurs films de l'année 2012 pour l'émission de télévision Le Cercle
- 5e place du Top 15 des meilleurs films de l'année 2012 pour la rédaction de Télérama[24]
- Les webzines Critikat[25], Panorama-cinéma[26] et Le Passeur critique[27] placent le film en première place de leur bilan de l'année 2012. Le site du ciné-club de Caen place également le film dans les premières positions de son bilan de l'année[28]
- Parmi les meilleurs films de la décennie 2010 selon de nombreux rédacteurs des Inrockuptibles
- Les magazines américains Time et Rolling Stone l'ont classé parmi les plus grands films de la décennie[29],[30]

### Box-office
Le film réalise 181 680 entrées en France.

## Distinctions

### Récompenses
- Festival de Cannes 2012 : Prix de la jeunesse
- Festival international du film de Catalogne 2012 : Méliès d'argent du meilleur film fantastique et Prix du meilleur réalisateur
- Festival international du film de Chicago 2012 : Gold Hugo pour Leos Carax, Silver Hugo pour Denis Lavant et Silver Hugo de la meilleure photographie pour Caroline Champetier et Yves Cape
- Los Angeles Film Critics Association Awards 2012 : Meilleur film en langue étrangère
- Austin Film Critics Association Awards 2012 : Meilleur film en langue étrangère
- Toronto Film Critics Association Awards 2012 : Meilleur acteur
- Houston Film Critics Society Awards 2013 : Meilleur film en langue étrangère
- Online Film Critics Society Awards 2013 : Meilleur film en langue étrangère
- Vancouver Film Critics Circle 2013 : Meilleur film en langue étrangère

### Nominations
- Césars 2013 :
  - César du meilleur film
  - César du meilleur réalisateur (Léos Carax)
  - César du meilleur acteur (Denis Lavant)
  - César de la meilleure actrice dans un second rôle (Édith Scob)
  - César du meilleur scénario original (Léos Carax)
  - César de la meilleure photographie (Caroline Champetier)
  - César du meilleur montage (Nelly Quettier)
  - César du meilleur son (Erwan Kerzanet, Josefina Rodriguez et Emmanuel Croset)
  - César des meilleurs décors (Florian Sanson)

## Analyse
Étant donné le caractère onirique du film, plusieurs interprétations sont possibles, sans être forcément contradictoires.
La scène d'entrée, qui nous montre Leos Carax, éveillé dans la nuit (le réveil peut être interprété métaphoriquement comme un retour au cinéma), ouvrir un mur avec une clé à son doigt, suggère que le réalisateur veut avant tout parler de lui-même, de son cinéma, de son expérience, de ses pensées, de ses acteurs. Il fait ainsi constamment référence à ses films précédents : la scène sur la Samaritaine rappelle Les Amants du Pont-Neuf, le personnage de Monsieur Merde est directement repris au segment Merde du film Tokyo!.
On peut tout d'abord voir dans ce film une réflexion sur le travail d'acteur, qui ne joue pas son rôle mais le devient véritablement. La limousine serait alors une sorte de coulisse de théâtre ou une loge d'acteur. Ce film rend visible la fusion entre l'acteur et son propre rôle, tout ceci restant un jeu, vu que les acteurs peuvent mourir dans un rôle puis se relever pour aller en interpréter un autre. Cela renvoie également au travail d'acteur qui sait « faire mourir » une part de soi pour y faire vivre un personnage, la succession de rôles n'étant qu'une succession de « morts » et de « renaissances ». Ce concept peut se voir résumé par le chant final de Manset Revivre. De même, on note qu'Oscar n'est pas le seul « acteur » du film : tous les protagonistes présents sont des acteurs. Selon cette interprétation, ce film représenterait une sorte de théâtre total : tout le monde joue son propre rôle et change de vie en fonction de ses envies de la journée.[réf. nécessaire]
On peut également interpréter le film comme un hommage au cinéma : chaque rendez-vous donne lieu à une scène de genre : film social, science-fiction, fantastique, mélodrame, comédie musicale. À chaque rendez-vous, on passe de l'émouvant au dérangeant, du beau au drôle, visitant ainsi de nombreux genres du cinéma. On trouve également de nombreuses références directes, notamment aux chronophotographies de Marey, aux films de Feuillade et de Cocteau mais aussi de Georges Franju. Cette vision du film comme hommage au cinéma amène à deux interprétations : on peut voir le film comme une annonce de la mort du cinéma. La limousine ne serait alors plus une loge mais un tombeau. Ou alors on peut voir le film comme un message d'espoir pour le cinéma. C'est l'interprétation que privilégie Denis Lavant.
De nombreuses citations visuelles jalonnent le film : la nièce boiteuse auprès de son oncle (Viridiana), Édith Scob se mettant un masque blanc dans la dernière séquence (Les Yeux sans visage, de Georges Franju, dans lequel elle jouait).[réf. nécessaire]
Par ailleurs, la première scène, sans lui être identique, se rapproche de l'ouverture de In girum imus nocte et consumimur igni, réalisé par Guy Debord, l'auteur de La Société du spectacle. Ainsi, un rapprochement entre l'œuvre artistique et politique de Debord - les deux ne pouvant être radicalement distingués - et le film de Leos Carax pourrait être effectué : ce film, à l'instar de « toute la vie des sociétés dans lesquelles règnent les conditions modernes de production », selon Debord, est une « immense accumulation de spectacle ».[réf. nécessaire]